# Ромошел (Хунедоара)
Ромошел (рум. Romoșel) насеље је у Румунији у округу Хунедоара у општини Ромос. Oпштина се налази на надморској висини од 333 m.

## Становништво
Према подацима из 2002. године у насељу је живело 612 становника.

### Попис2002.
| Расподела становништва по националности 2002.‍ | Расподела становништва по националности 2002.‍ | Расподела становништва по националности 2002.‍ | Расподела становништва по националности 2002.‍ | Расподела становништва по националности 2002.‍ |
| --------------------------------------------- | --------------------------------------------- | --------------------------------------------- | --------------------------------------------- | --------------------------------------------- |
|                                               |                                               |                                               |                                               |                                               |
| Румуни                                        | Румуни                                        |                                               | 601                                           | 98,4%                                         |
| Роми                                          | Роми                                          |                                               | 5                                             | 0,8%                                          |
| други                                         | други                                         |                                               | 5                                             | 0,8%                                          |